# جان-بيير بل
جان-بيير بل هو قانوني وسياسي فرنسي، ولد في 30 ديسمبر 1951 في Lavaur, Tarn ‏ في فرنسا. نشط حزبياً في الحزب الاشتراكي.

## مناصب
- انتخب رئيس مجلس الشيوخ الفرنسي  [لغات أخرى]‏ (1 أكتوبر 2011 – 30 سبتمبر 2014).
- انتخب عضو مجلس الشيوخ الفرنسي ‏ (27 سبتمبر 1998 – 30 سبتمبر 2014).
- انتخب عضو المجلس العام  [لغات أخرى]‏.
- انتخب عضو مجلس جهوي ‏.
- انتخب Mayor of Lavelanet ‏ (19 مارس 2001 – 21 مارس 2008).